# Граф Паулетт
Граф Паулетт (англ. Earl Poulett) — угасший аристократический титул в системе Пэрства Англии.

## История
Графский титул был создан 29 декабря 1706 года для Джона Паулетта, 4-го барона Паулетта (1668—1743). Семья Паулетт происходит от сэра Энтони Паулетта (1562—1600), который служил в качестве губернатора Джерси (1588—1600) и капитана гвардии королевы Елизаветы I Тюдор. Родовой резиденция семьи являлся Хинтон-хаус в деревне Хинтон-Сент-Джордж в графстве Сомерсет.
Старший сын Энтони, сэр Джон Паулетт (1585—1649), представлял в Палате общин Англии графство Сомерсет (1610—1614) и Лайм-Реджис (1621—1622). 23 июня 1627 года для него был создан титул барона Паулетта из Хинтон-Сент-Джорджа в графстве Сомерсет (Пэрство Англии). Во время Гражданской войны барон Паулетт поддержал роялистов против парламента.
Ему наследовал в 1649 году его сын, Джон Паулетт, 2-й барон Паулетт (1615—1665). Он заседал в Палате общин от графства Сомерсет (1640—1642) и сражался в армии роялистов во время Гражданской войны в Англии.
Его сменил его сын, Джон Паулетт, 3-й барон Паулетт (1641—1679). Он заседал в Палате общин Англии от графства Сомерсет (1662—1665) и занимал пост лорда-лейтенанта Дорсета (1674—1679). Ему наследовал его сын и тезка, Джон Паулетт, 4-й барон Паулетт (1668—1743). Он был комиссаром при подписании акта об унии с Шотландией. 29 декабря 1706 года для него были созданы титулы виконта Хинтона и графа Паулетта в системе Пэрства Англии. Граф Паулетт занимал должности первого лорда казначейства (1710—1711), лорда-стюарда (1711—1714), а также лорда-лейтенанта Девоншира (1702—1714).
Его сменил в 1743 году его старший сын, Джон Паулетт, 2-й граф Паулетт (1708—1764). Еще при жизни отца, в 1734 году, он был призван в Палату лордов в качестве барона Паулетта. С 1744 по 1764 год занимал должность лорда-лейтенанта графства Сомерсет. Он не был женат и не имел детей. После его смерти ему наследовал его младший брат, Вер Паулетт, 3-й граф Паулетт (1710—1788). Он был членом Палаты общин Великобритании от Бриджуотера (1741—1747) и занимал пост лорда-лейтенанта Девоншира (1771—1788). Ему наследовал в 1788 году его старший сын, Джон Паулетт, 4-й граф Паулетт (1756—1819), который служил лордом-лейтенантом графства Сомерсет в 1792—1819 годах. Его сменил его старший сын и тезка, Джон Паулетт, 4-й граф Паулетт (1783—1864).
В 1864 году после смерти 4-го графа Паулетта (два его сына скончались при жизни отца) графский титул перешел к его племяннику, Уильяму Генри Паулетту, 5-му графу Паулетту (1827—1899). Он был третьим сыном вице-адмирала достопочтенного Джорджа Паулетта (1786—1854), второго сына Джона Паулетта, 4-го графа Паулетта. Скаковая лошадь 6-го графа Паулетта дважды выигрывала скачки Grand National (1868 и 1871).
После смерти 6-го графа в 1899 году возник спор из-за его титулов и владений. Ему наследовал его сын от третьего брака, Уильям Паулетт, 7-й граф Паулетт (1883—1918). На наследство также претендовал Уильям Тернер Томас Паулетт (род. 1849), сына графа от первого жены, который родился через шесть месяцев после заключения их брака. 7-й граф Паулетт участвовал в Первой мировой войне в чине капитана королевской конной артиллерии и скончался от гриппа в 1918 году. Ему наследовал его единственный восьмилетний сын, Джордж Паулетт, 8-й граф Паулетт (1909—1973). Он воспитывался своей матерью, затем закончил Итонский колледж и впоследствии стал железнодорожным инженером. Несмотря на три брака, 8-й граф Паулетт был бездетным. В 1968 году последний граф Паулетт продал имение Хинтон и поселился с женой на острове Джерси (Нормандские острова).
Леди Бриджет Паулетт (1912—1975), дочь Уильяма Паулетта, 7-го графа Паулетта, была известной английской светской львицей 1930-х годов.

## Претензии на графский титул
После смерти 6-го графа Паулетта в 1899 году возник спор из-за наследования его титулов и владений. У него был сын от первого брака с Элизабет Лавинией Ньюман, Уильям Тернер Томас Паулетт, который родился в 1849 году, в то время как супруги были уже женаты. Жена графа настаивала, что он является отцом их ребенка, капитан Паулетт имел основания полагать, что отцом их ребенка был другой человек, капитан Уильям Тернер Гренвилл. Тем не менее, у графа не было других сыновей, поэтому многие годы он относился к нему как к своему сыну. В 1875 году Уильям Тернер Томас Паулетт проживал в родовой усадьбе, Гренвилл-Холл в Дроксфорде, нося титул учтивости — виконт Хинтон. Однако после рождения в 1883 году Уильяма Джона Лидстона Паулетта (сына графа от 3-го брака), его сын от 1-го брака был лишён права на наследство.
После смерти 6-го графа Паулетта его сыновья заявили о своих претензиях на отцовские титулы и поместья. 27 июля 1903 года Комитет привилегий Палаты лордов поддержал претензии 15-летнего Уильяма Джона Лидстона Паулетта, который стал 7-м графом Паулеттом. Таким образом, Палата отвергла доктрину pater est quem nuptiae demonstrant — ребёнок, рожденный в браке, является законным сыном мужа своей матери.
Его сводный брат, Уильям Тернер Томас Паулетт, известный как виконт Хинтон, женился на Лидии Энн Шиппи, от брака с которой у него родился один сын, Уильям Генри Джордж Паулетт (род. 1 апреля 1870). В 1901 году после смерти Вильгельмины Паулетт, герцогини Кливленд (1819—1901), вдовы дальнего родственника 6-го графа Паулетта, Уильям Генри Джордж Паулетт получил в наследство 5000 фунтов стерлингов и стал чайным плантатором на Цейлоне.

## Бароны Паулетт (1627)
- Джон Паулетт, 1-й барон Паулетт (1585 — 20 марта 1649), сын сэра Энтони Паулетта (1562—1600);
- Джон Паулетт, 2-й барон Паулетт (1615 — 15 сентября 1665), единственный сын предыдущего;
- Джон Паулетт, 3-й барон Паулетт (1641 — июль 1679), старший сын предыдущего;
- Джон Паулетт, 4-й барон Паулетт (1663 — 28 мая 1743), единственный сын предыдущего. С 1706 года — граф Паулетт.

## Графы Паулетт (1706)
- Джон Паулетт, 1-й граф Паулетт (1663 — 28 мая 1743), единственный сын Джона Паулетта, 3-го барона Паулетта;
- Джон Паулетт, 2-й граф Паулетт (10 декабря 1708 — 5 ноября 1764), старший сын предыдущего;
- Вер Паулетт, 3-й граф Паулетт (18 мая 1710 — 14 апреля 1788), младший брат предыдущего;
- Джон Паулетт, 4-й граф Паулетт (3 апреля 1756 — 14 января 1819), старший сын предыдущего;
- Джон Паулетт, 5-й граф Паулетт (5 июля 1783 — 20 июня 1864), старший сын предыдущего;
- Уильям Генри Паулетт, 6-й граф Паулетт (22 сентября 1827 — 22 января 1899), единственный сын вице-адмирала Джорджа Паулетта (1786—1854), племянник предыдущего;
- Уильям Джон Лидстон Паулетт, 7-й граф Паулетт (11 сентября 1883 — 11 июля 1918), единственный сын предыдущего;
- Джордж Амиас Фицуоррин Паулетт, 8-й граф Паулетт (23 июня 1909 — 1 марта 1973), единственный сын предыдущего.